# Sierra de Cucalón
La Sierra de Cucalón se ubica en Aragón, España.

## Características
La Sierra de Cucalón es una alineación montañosa muy homogénea. Tiene aproximadamente 30 km de longitud y se extiende en dirección N.O. a S.E. Junto a ella otras cadenas montañosas y elevaciones forman un extenso territorio alineado y a modo de balcón hacia el valle del Ebro. Casi siempre están unido entre sí por pequeños valles y depresiones.
La altitud media de toda esta área de montañas puede estar aproximadamente en los 1200 metros. La mayor elevación se da en la Modorra de Cucalón, donde alcanza 1481 metros.

## Medio físico
Son cuatro las grandes unidades del relieve englobadas en las serranías de Cucalón:
- La propiamente llamada Sierra de Cucalón
- La Sierra de Oriche
- La Sierra de Fonfría
- Parte de la Sierra de Herrera

Los procesos erosivos y geomorfológicos, han labrado un relieve diverso y sorprendente, en el que somos testigos del nacimiento de dos grandes ríos: el Huerva y el Aguasvivas, así como dos afluentes de este último, el Cámaras y el Nogueta.
Nace el Huerva. Desde el punto de vista geológico, la montaña se estructura en un núcleo paleozoico aflorante en la vertiente septentrional, en la zona de Bádenas, Santa Cruz de Nogueras, Nogueras, Loscos y Monforte de Moyuela. Toda el área se encuentra compartimentada siguiendo las direcciones estructurales principales, las de plegamiento (ONO-ESE) y las de fracturación transversal (NNE-SSO).
La depresión de El Colladico-Piedrahíta posee una morfología singular, resultado de la disposición de formaciones de rocas blandas entre otras más resistentes; en consecuencia encontramos un valle muy amplio con cerramiento natural.
El macizo calcáreo principal, la sierra de Oriche, se prolonga desde las cercanías de Cucalón hasta la Muela de Anadón y se encuentra flanqueado por sendas depresiones de rocas deleznables, la anteriormente mencionada y la del Huerva-Aguasvivas, donde están los pueblos de Lagueruela, Bea, Fonfría y Allueva. La sierra posee un modelado particular, bien desde el puerto de Fonfría o en vista aérea, se origina un modelado en “chevron” espectacular.
Por último, el río Huerva también forma un valle muy amplio. En resumen, toda la zona posee una riqueza natural extraordinaria, pero se lleva la palma el valle de Fonfría y la sierra de Oriche, pues si a su interés científico añadimos el paisajístico se obtiene un resultado de gran valor.
Puntos de interés geológico:
- Rocas volcánicas de Loscos
- Chevrons de la Sierra de Oriche
- Sinclinal de Bádenas
- Karst de Piedrahíta

Nace el huerva.Desde el punto de vista geológico, la montaña se estructura en un núcleo paleozoico aflorante en la vertiente septentrional, en la zona de Bádenas, Santa Cruz de Nogueras, Nogueras, Loscos y Monforte de Moyuela. Toda el área se encuentra compartimentada siguiendo las direcciones estructurales principales, las de plegamiento (ONO-ESE) y las de fracturación transversal (NNE-SSO).
La depresión de El Colladico-Piedrahíta posee una morfología singular, resultado de la disposición de formaciones de rocas blandas entre otras más resistentes; en consecuencia encontramos un valle muy amplio con cerramiento natural.
El macizo calcáreo principal, la sierra de Oriche, se prolonga desde las cercanías de Cucalón hasta la Muela de Anadón y se encuentra flanqueado por sendas depresiones de rocas deleznables, la anteriormente mencionada y la del Huerva-Aguasvivas, donde están los pueblos de Lagueruela, Bea, Fonfría y Allueva. La sierra posee un modelado particular, bien desde el puerto de Fonfría o en vista aérea, se origina un modelado en “chevron” espectacular.
Por último, el río Huerva también forma un valle muy amplio. En resumen, toda la zona posee una riqueza natural extraordinaria, pero se lleva la palma el valle de Fonfría y la sierra de Oriche, pues si a su interés científico añadimos el paisajístico se obtiene un resultado de gran valor.
Puntos de interés geológico:
- Rocas volcánicas de Loscos
- Chevrons de la Sierra de Oriche
- Sinclinal de Bádenas
- Karst de Piedrahíta

## Lugares de interés y zonas de protección
La singularidad del Medio natural de las Serranías de Cucalón, no cuenta con ninguna superficie que haya sido declarada como Espacio Protegido, propiamente dicho, por alguna figura de la legislación estatal. Sin embargo, ha sido reconocida a nivel internacional, a través de dos de sus zonas más representativas:
- La Sierra de Fonfría, declarada :“Lugar de Importancia Comunitaria (LIC) ES-2420120” por la Unión Europea.
- Los montes del Alto Huerva, declarados “Lugar de Importancia Comunitaria (LIC) ES-2430110”.

Los LIC forman parte de la Red Natura 2000, esta Red ha de asegurar una adecuada protección de la biodiversidad europea, contemplando no sólo espacios naturales, sino también hábitat seminaturales fruto de la interacción secular del hombre y sus actividades (agrícola, ganadera, etc.), por lo que la Red Natura 2000 se convierte también en un marco ideal para el mantenimiento de estas actividades y la conservación de los paisajes tradicionales.
También hay numerosos espacios naturales de alto valor por la singularidad de su flora y fauna:
- La Modorra de Cucalón y Modorra de Bádenas
- El Valle del Nogueta
- El avellanar de El Colladico
- Rebollar de Bea
- Rebollar de Fonfría
- Marojal de Pelarda
- Pinar de Cañamadera (Torrecilla del Rebollar)
- Sabinar de Olalla
- Balsas de Fonfría